# Королевские гробницы Вавельского собора
Королевские гробницы Вавельского собора — захоронения, расположеные в криптах под Вавельским собором в Кракове.
Первых правителей  возрождённого Королевства Польского (после 1320 г.) вплоть до смерти короля Яна Ольбрахта (1501 г.) хоронили под надгробиями или под полом Вавельского собора. Первая крипта была построена под часовней Сигизмунда.
В 1872—1877 годах под руководством Теофила Жебравского, Юзефа Лепковского и Яна Матейко были проведены ремонт, очистка и обустройство королевских гробниц. Отдельные крипты были соединены новыми коридорами, что сделало возможным их посещение.

## Крипта Святого Леонарда

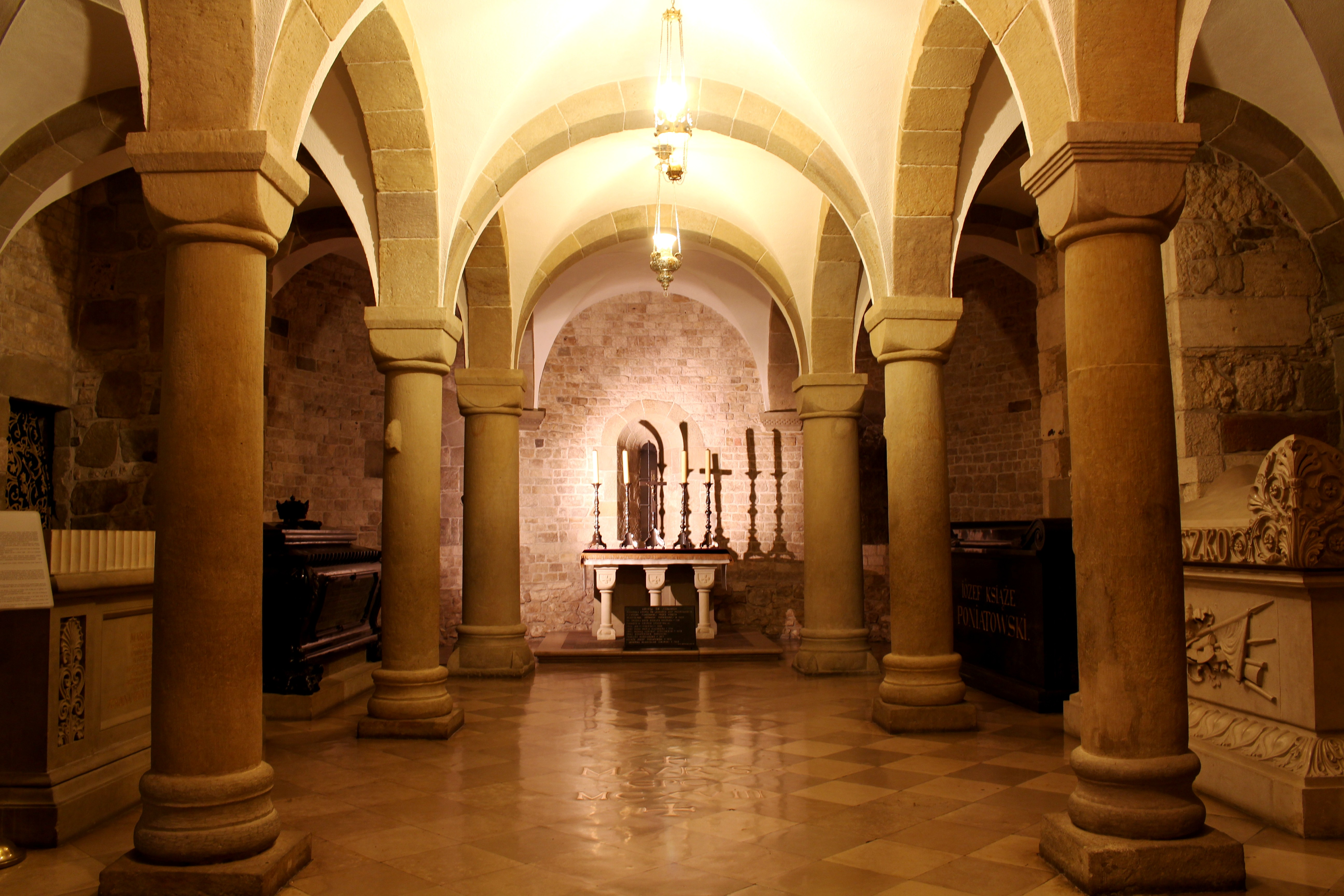
Крипта святого Леонарда — алтарь, саркофаги Марии Казимиры, Михаила Корибута Вишневецкого, Юзефа Понятовского и Тадеуша Костюшко

Посещение королевских гробниц начинается с крипты Святого Леонарда, созданой в 1090—1117 годах. Её своды поддерживают 8 межнефных колонн с характерными кубическими капителями. Это один из наиболее хорошо сохранившихся романских интерьеров в Польше. В центре находится найденная в 1938 году при археологических раскопках гробница епископа Мауруса, умершего в 1118 году. В этой крипте покоятся:
- Король Ян III Собеский, ум. 17 июн 1696 г., похоронен на Вавеле 15 января 1734 г. Нынешний королевский саркофаг заложен по распрояжению последнего монарха Речи Посполитой Станислава Августа Понятовского по случаю 100-летия победы под Веной в 1783 году.
- Королева Мария Казимира ум. 1716 г., похоронена в саркофаге, заложженном в 1840 г австрийским императором Фердинандом I.
- Король Михаил Корибут Вишневецкий, ум 10 ноября 1673 г., похоронен на Вавеле 31 января 1676 г. в саркофаге заложенном австрийским императором Францем Иосифом I в 1858 г.
- Князь Юзеф Понятовский, утонувший в реке Эльстер близ Лейпцига 19 октября 1813 года. Похороны на Вавеле состоялись 22-23 июля 1817 г. Саркофаг князя был создан по распоряжению его сестры Марии Тышкевич, урождённой Понятовской в 1830 году.
- Тадеуш Костюшко, ум. в Золотурне, Швейцария, 15 октября 1817 года. В феврале 1818 года император Александр I дал разрешение на похороны костюшко на Вавеле. Это произошло 22—23 июня 1818 года. 21 декабря 1832 года в условиях полной секретности гроб был помещён в мраморный саркофаг. В секрете это было решено держать в связи с ситуацией в Польше после подавления Ноябрьского восстания. Рядом с саркофагом в 1977 году была повешена бронзовая мемориальная доска — подарок Конгресса США к 200-летию битвы при Саратоге.
- Генерал Владислав Сикорский, погиб а авиакатастрофе в Гибралтаре 4 июля 1943 год, саркофаг был готов уже в 1981 году, но тело генерала привезли на родину только в 17 сентября 1993 года.

## Крипта Стефана Батория

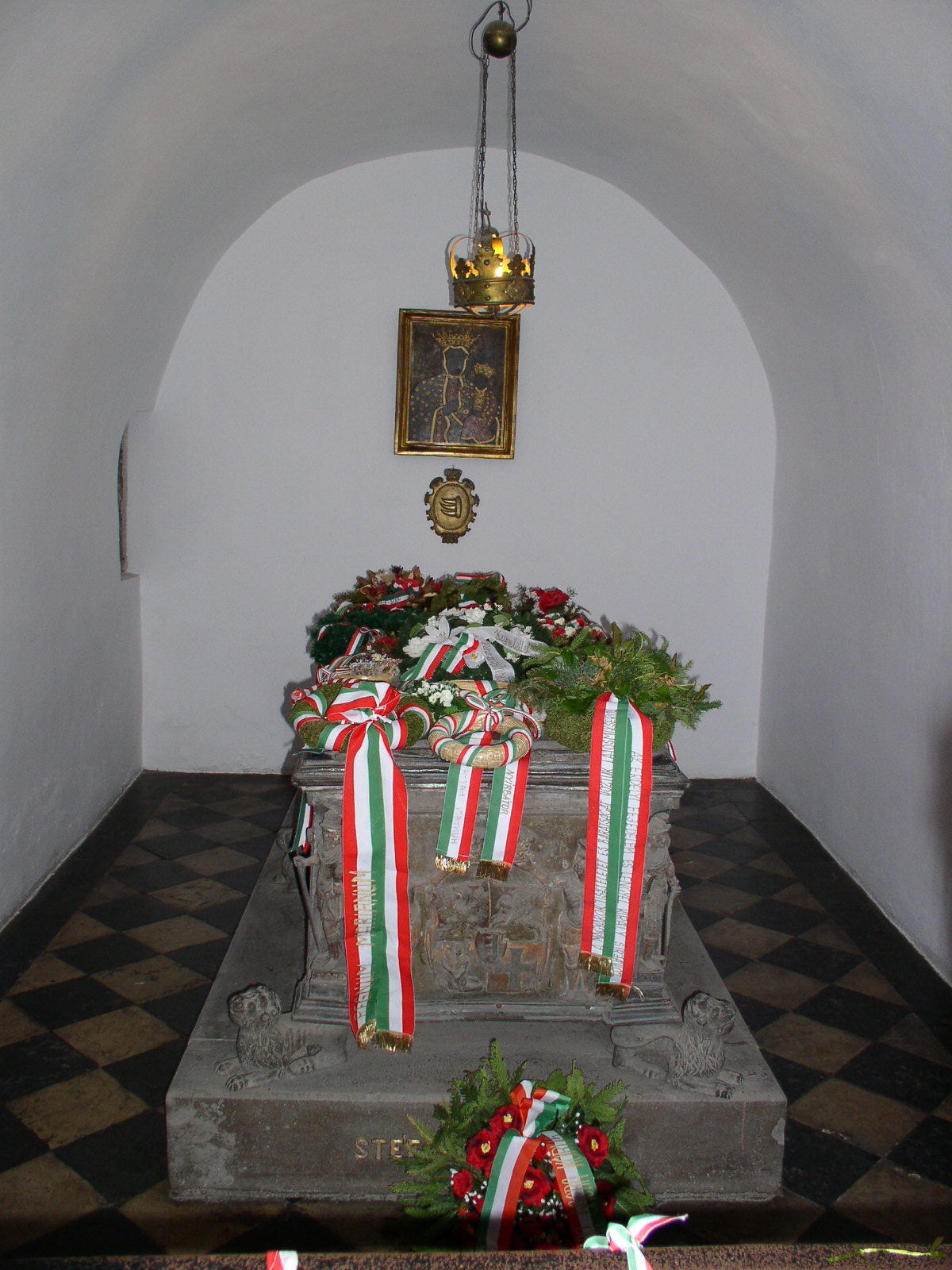
Саркофаг Стефана Батория

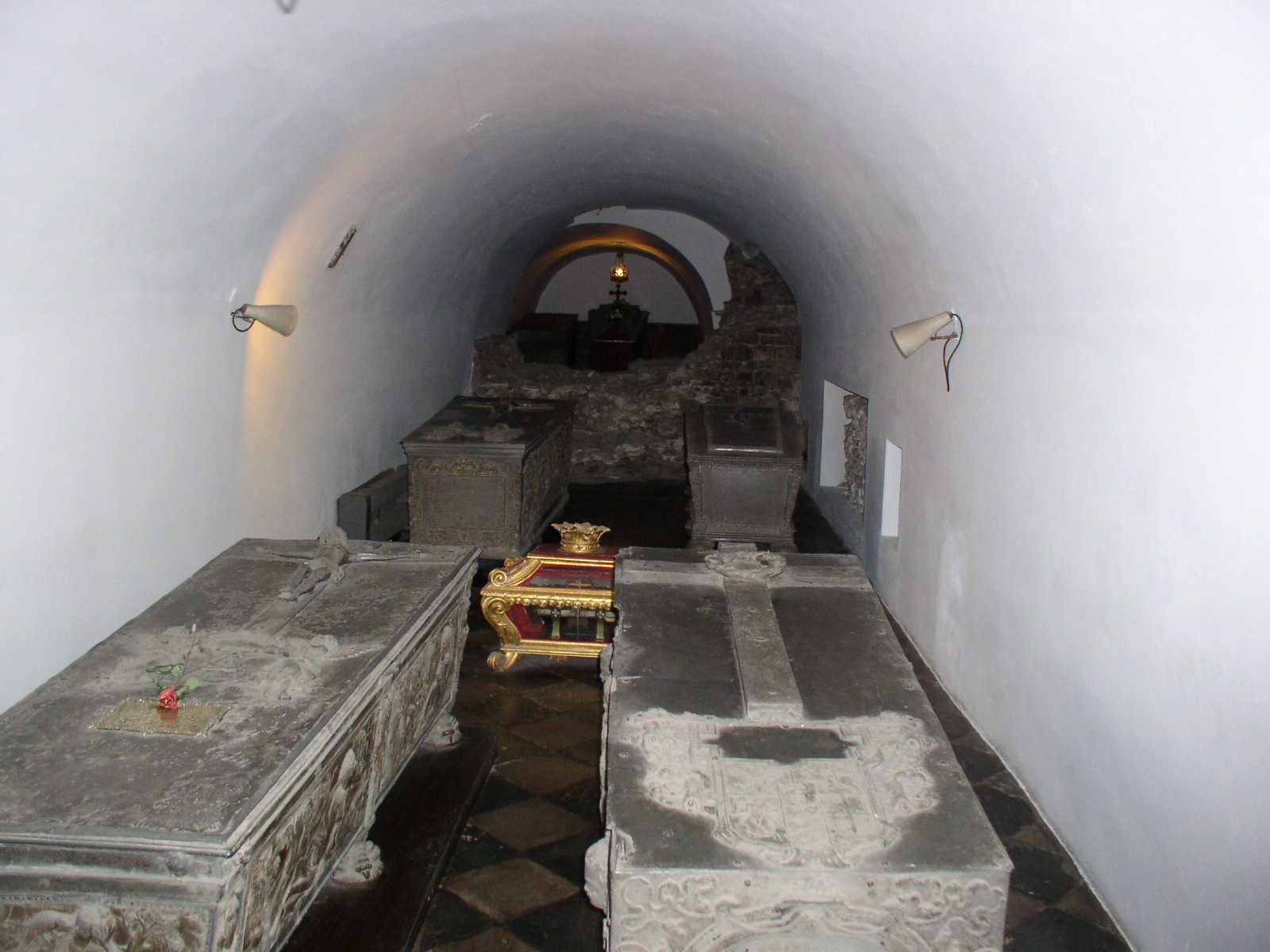
Саркофаги в крипте Сигизмунда

Ещё один крипта принадлежит королю Стефану Баторию. Король умер в Гродно 12 декабря 1586 года. Вскоре после этого в мастерской советника Данцига Даниэля Гизелера I для него был заказан оловянный саркофаг. Работа длилась почти полтора года; до этого тело короля покоилось в деревянном гробу в Гродненском соборе. Похороны в Вавельском соборе в крипте под часовней Святой Марии состоялись 23 мая 1588 года.
В 1877 году саркофаг уже был в плохом состоянии. При осмотре он разломился на части, которые после небрежной чистки были обшиты каркасом в виде деревянного ящика. Следующая консервация саркофага была проведена в 1931 году. Она заключалась в замене деревянного каркаса и защите металла от дальнейшей коррозии политурой. Однако продукты окисления олова, покрывавшие изображения на саркофаге серым налётом не удалялись.
Третья консервация саркофага состоялась в 2015 году в мастерской Агнешки и Томаша Трзоша в Тыхах. С поверхности оловянных элементов были удалены оксидные отложения. После восстановления и обновления росписи всё было покрыто двумя защитными слоями. Элементы саркофага были скреплены новым каркасом из нержавеющей стали. После девяти месяцев работы, в январе 2016 года, саркофаг вернулся на Вавель.

## Крипта семьи Владислава IV
В следующей крипте покоится семья короля Владислава IV Вазы. Саркофаги короля и его жены Цецилии Ренаты, изготовленные из позолоченой меди, являются интересным образцом ювелирного дела в Торуни. Рядом с родителями похоронены дети: королевич Сигизмунд Казимир Ваза (ум. в 1647) и Анна Мария Изабела (ум 1642).

## Крипта Сигизмунда
В крипте, которую король Сигизмунд Старый предназначил для упокоения своей семьи покоятся:
- Король Сигизмунд II Август, ум. в Кнышине 7 июля 1572 года. Саркофаг был сделан из олова в Гданьске. Первоначально он был позолочен и полихромирован. Аллегорическое украшеение представляет чувства и бессмертную душу, усыплённые смертью.
- Королева Анна Ягеллонка, ум. в Варшаве 9 сентября 1596 года. Похороны в Кракове состоялись 12 ноября 1596 года.
- Королева Анна Австрийская, первая жена Сигизмунда III Вазы, ум. 10 февраля 1598 года в Варшаве, похоронена в Вавельском соборе 16 октября 1599 года.
- Королевич Александр Кароль Ваза, ум. 19 ноября 1634 года. Похоронен на Вавеле 7 июля 1635 года. Сын Сигизмунда III Вазы.
- Ещё одна стеклянная урна содержит прах короля Станислава Лещинского, умершего 23 февраля 1766 г. Урна с прахом короля была помещена в королевские усыпальницы только в 1938 году.

За романской стеной видны ещё три саркофага:
- Королева Барбара Запольяи, первая жена Сигизмунда Старого, ум. 2 октября 1515.
- Принцесса Анна Мария Ваза, дочь Сигизмунда III Вазы, ум 9 февраля 1600 г. в Варшаве.
- Король Август II Сильный, ум. 15 февраля 1733 г., похоронен в Вавельском соборе 15 января 1734 г.; нынешний саркофаг 1835 г. был отреставрирован в 2019—2020 гг.[2][3].

## Крипта Сигизмунда Старого
В соседней крипте, расположенной под часовней Сигизмунда в каменном саркофаге покоится король Сигизмунд I Старый, вместе со своим умершим в младенчестве сыном Ольбрахтом. Королевский саркофаг украшал медальон с изображением короля, созданный Бартоломео Береччи

## Крипта династии Вазы
В крипте покоятся:
- Король Сигизмунд III ум 30 апреля 1632 года. Оловянный саркофаг короля украшен фигурками библейских героев и королей; в 2021 г. отреставрирован[4]
- Королева Констанция Австрийская, вторая жена короля Сигизмунда III, ум. 10 июля 1631 г. Похороны королевской четы состоялись 4 июля 1633 года.
- Кардинал Ян Ольбрахт Васа, ум. в Падуе 29 декабря 1634 г., похоронен на Вавеле 26 апреля 1635 г.
- Королева Мария Луиза Гонзага, жена короля Яна Казимира, ум. в Варшаве 10 мая 1667 г.
- Король Ян II Казимир, ум. в Невере, Франция, 16 декабря 1672 года. Его тело было доставлено в Краков епископом Анджеем Тшебицким. Король был похоронен в соботе 31 января 1676 года.
- Королевич Ян Сигизмунд, сын Яна Казимира и Марии Луизы Гонзага.

На выходе из крипты в стену вставлена урна с землёй из Катыни и памятная доска, установленная в 1990 году к 50-летию Катыньского расстрела.

## Крипта под Башней серебряных колоколов

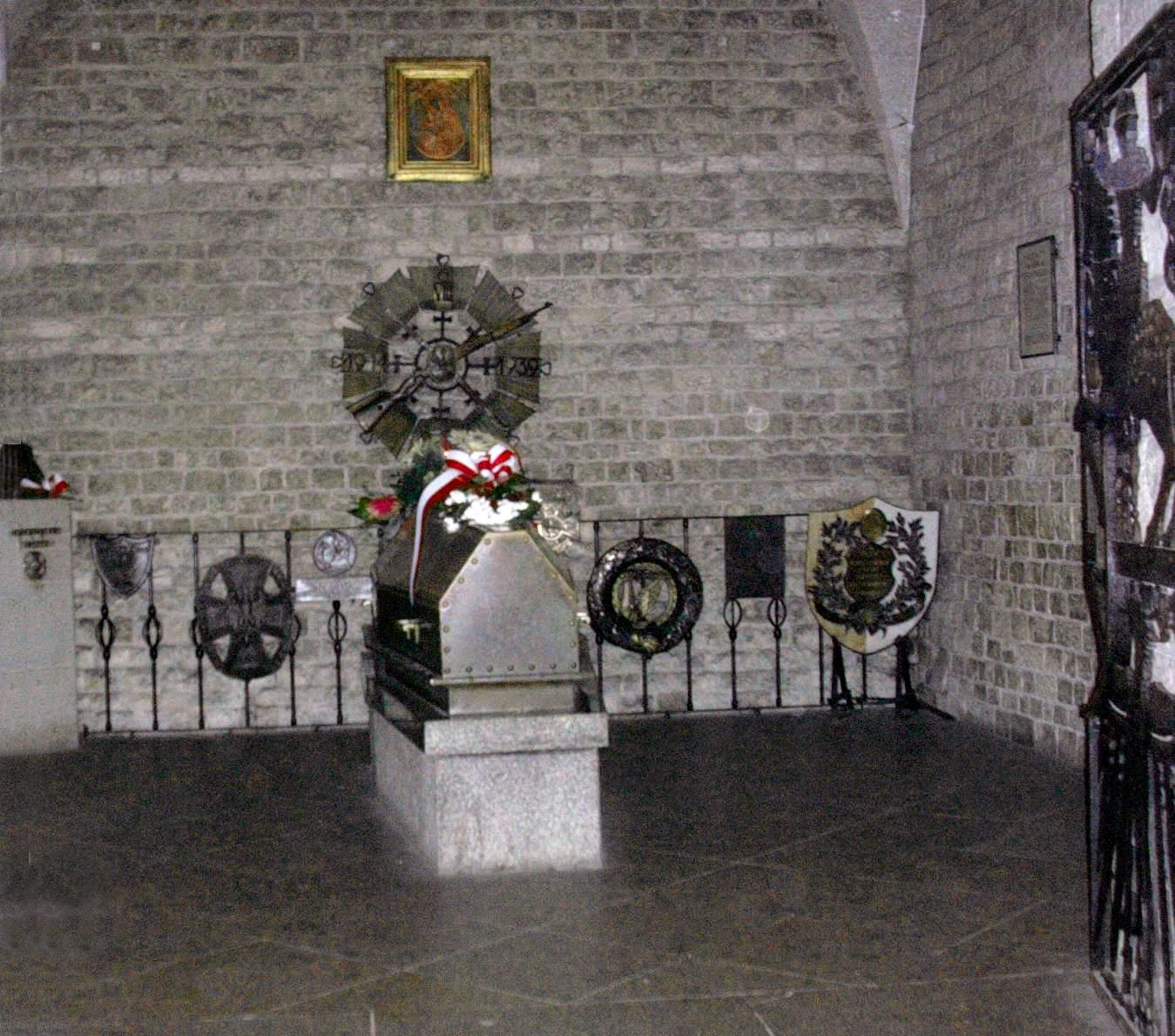
Крипта Юзефа Пилсудского

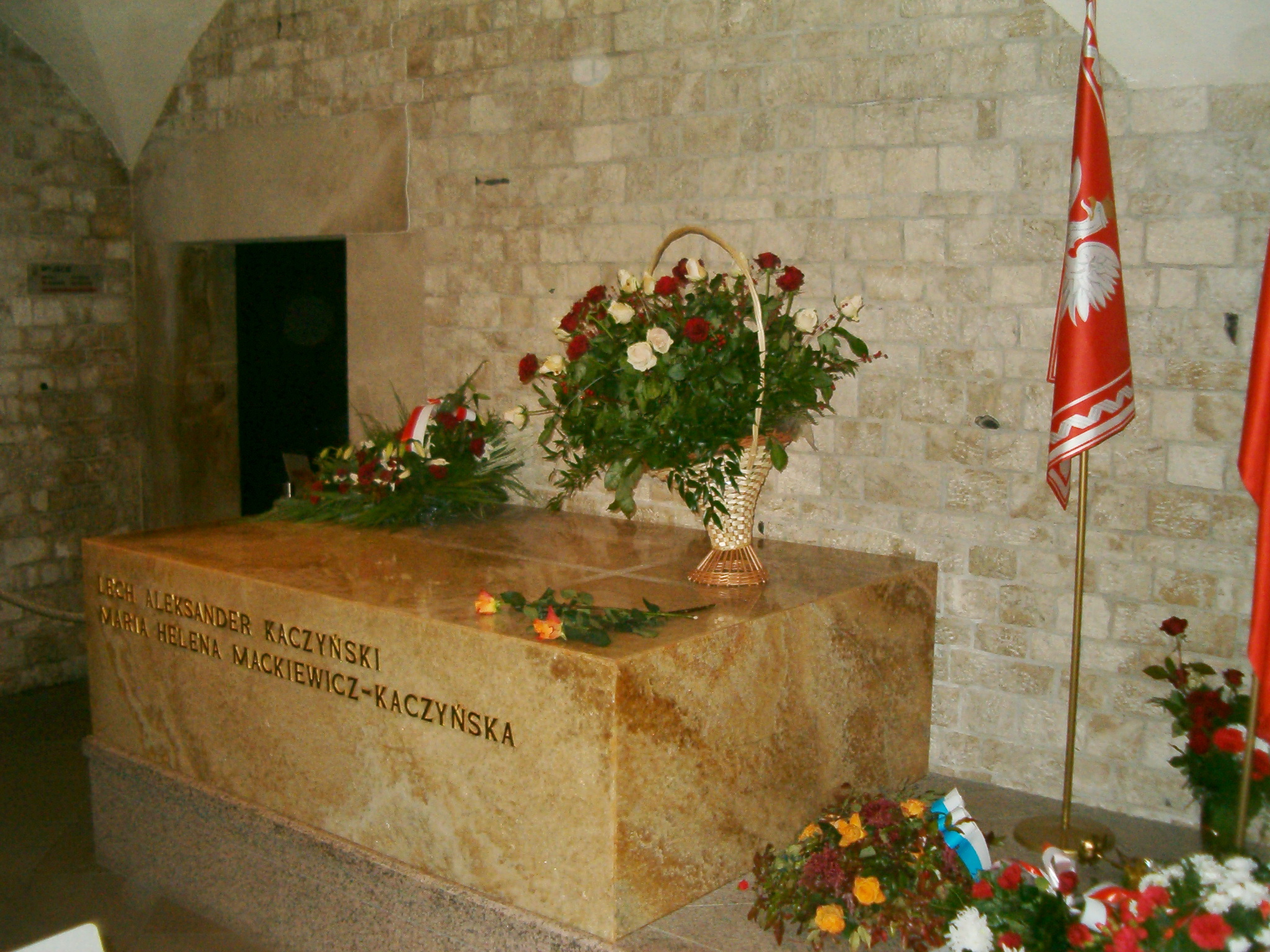
Саркофаг президента Республики Польша Леха Качиньского и его жены Марии

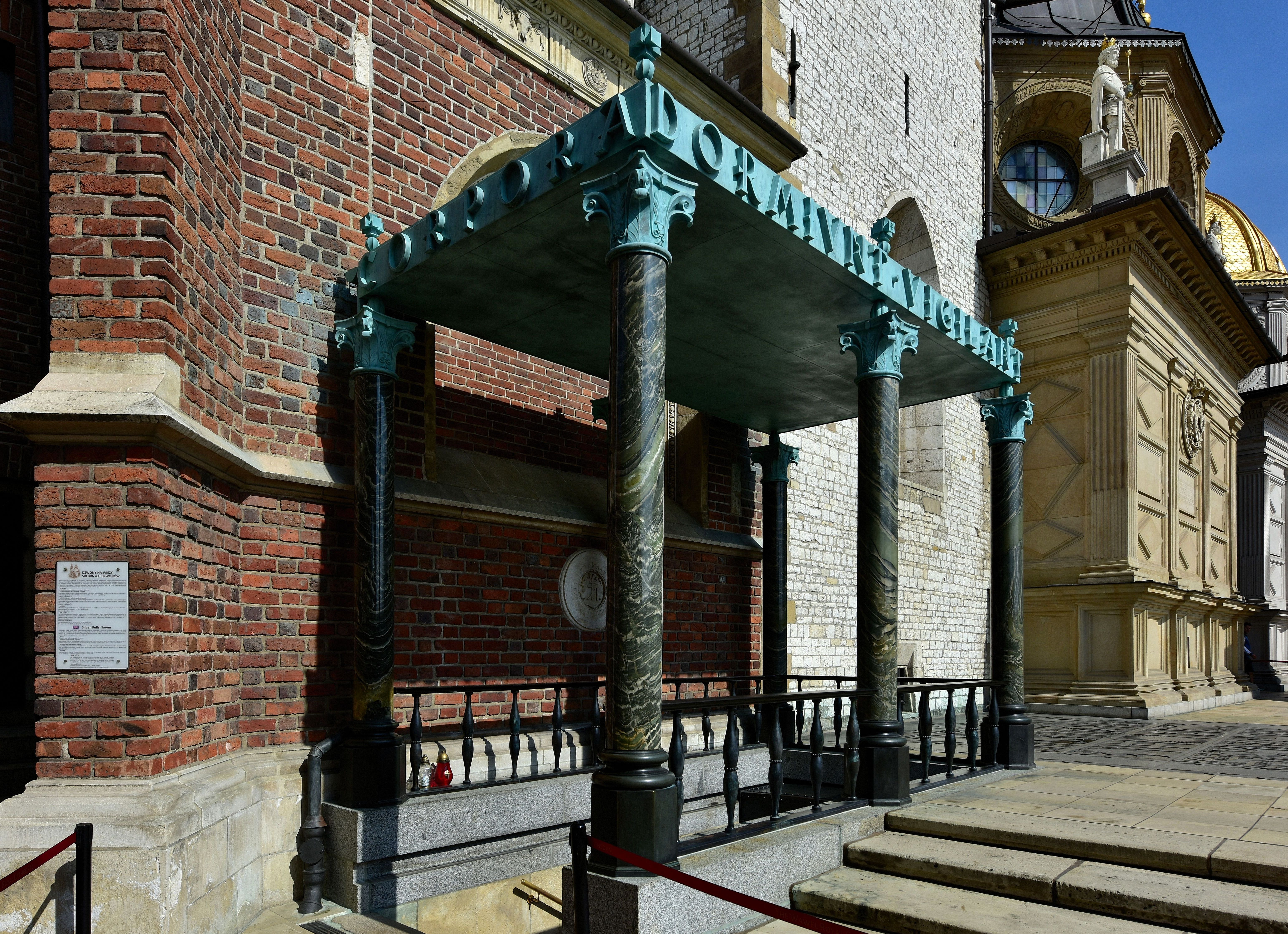
Балдахин над выходом из гробниц, с колоннами из снесённого Александро-Невского собора в Варшаве

В последней крипте, спроектированной Адольфом Шишко-Богушем, покоится маршал Юзеф Пилсудский, перенесённый сюда из крипты св. Леонарда, где он был первоначально похоронен. Согласно завещанию маршала здесь находится глиняная урна с землёй с могилы его матери Марии Пилсудской, урождённой Билевич, похороненой как и сердце маршала на вильнюсской Расу. На стенах находятся мемориальные доски солдатам, а в углу бюст полководца работы Константы Лящка. Крипта закрыта ажурной решеткой с гербами Польши, Литвы и гербом рода Пилсудких.
В вестибюле этой крипты, в саркофаге слева, захоронены президент Лех Качиньский и его супруга Мария, погибшие в авиакатастрофе в Смоленске 10 апреля 2010 года. В сентябре 2010 года в вестибюле крипты была открыта памятная доска из светлого песчаника размером 184,3×127,3 см с именами всех жертв катастрофы и латинской фразой Corpora dormiunt, vigilant animae («тела спят, души бодрствуют»)

## Несохранившиеся захоронения
- Принцесса Екатерина (1596—1597), дочь Сигизмунда III и Анны Австрийской.
- Ян Казимир, сын Сигизмунда III и Анны Австрийской.
- Анна Констанция, дочь Сигизмунда III и Констанции Австрийской.

## Выход из гробниц
Навес над выходом из королевских гробниц с латинской надписью Corpora dormiunt vigilant animae (Тела спят, души бодрствуют) был спроектирован Адольфом Шишко-Богушем. Гранитный постамент, на котором покоится балдахин, взят у памятника Отто фон Бисмарку в Познани. Колонны происходят из Александро-Невского собора в Варшаве, а капители и базы колонн были отлиты из австрийских пушек.